# Declaració de Ginebra
La Declaració de Ginebra és una actualització del jurament hipocràticproposat per l'Assemblea General de l'Associació Mèdica Mundial realitzada al setembre de 1948. Pren el seu nom de la seu on es va realitzar la reunió, la ciutat de Ginebra, a Suïssa.
El text té com a finalitat principal la de crear un nou document que compleixi la funció que va tenir el text hipocràtic en el moment de la seva creació, la de crear una base moral per a tots els metges, sobretot considerant l'experiència de la II Guerra Mundial. Malgrat la seva pretensió de ser un text internacionalment acceptat, la veritat és que aquesta Declaració ha tingut relativament poca repercussió pública. El text va ser acordat pels representants de la comunitat mèdica internacional en la 2a Assemblea General de l'Associació Mèdica Mundial el 1948 a Ginebra (Suïssa), arran dels horrors dels crims mèdics comesos a l'Alemanya Nazi, amb l'objectiu d'adequar-lo als avanços científics i socials dels temps moderns.
El text ha estat esmenat els anys 1968, 1983 i 1994, i revisat el 2005 i 2006.

## Text de la Declaració de Ginebra
El text és el següent:
| «                       | Com a membre de la professió mèdica: Prometo solemnement consagrar la meva vida al servei de la humanitat; Atorgar als meus mestres el respecte i la gratitud que mereixen; Exercir la meva professió a consciència i dignament; Vetllar abans que res per la salut del meu pacient; Guardar i respectar els secrets que m'han confiat, fins i tot després de la mort del pacient; Mantenir, per tots els mitjans al meu abast, l'honor i les nobles tradicions de la professió mèdica; Considerar com germans i germanes als meus col·legues; No permetré que consideracions d'edat, malaltia o incapacitat, creença, origen ètnic, sexe, nacionalitat, afiliació política, raça, orientació sexual, classe social o qualsevol altre factor s'interposin entre els meus deures i el meu pacient; Vetllar amb el màxim respecte per la vida humana; No emprar els meus coneixements mèdics per violar els drets humans i les llibertats ciutadanes, fins i tot sota amenaça; Faig aquestes promeses solemnement i lliurament, sota la meva paraula d'honor. | » |
| — Declaració de Ginebra | |   |

Adoptada per la 2a Assemblea General de la AMM Ginebra, Suïssa, Setembre 1948 i esmenada per la 22a Assemblea Mèdica Mundial Sydney, Austràlia, Agost 1968 i la 35a Assemblea Mèdica Mundial Venècia, Itàlia, octubre 1983 i la 46a Assemblea General de la AMM Estocolm, Suècia, Setembre 1994 i revisada en la seva redacció per la 170a Sessió del Consell Divonne-els-Bains, França, Maig 2005 i per la 173a Sessió del Consell, Divonne-els-Bains, França, Maig 2006.